# Pandemic (igra)
Pandemic je kooperativna društvena igra na tabli, sa karticama za do četiri igrača koji sarađuju zajedno kako bi svet spasili od smrtonosnih pandemija.

## Opis i pravila
Pandemic vas stavlja u apokaliptični scenario u kome su u istom trenutku na različitim krajevima sveta izbili smrtonosni virusi zaraze. Igrači igraju zajedno, kao specijalna jedinica za suzbijanje bolesti sa ciljem da pronađu lek za svaku od njih, pre nego što se stvari otmu kontroli.
Tabla na kojoj se igra predstavlja mapu sveta sa najvećim svetskim metropolama koje su ujedno i glavni centri širenja bolesti. U svakom krugu igrači imaju četiri akcije, a na raspolaganju im stoji kretanje, tj. putovanje od grada do grada, lečenje zaraženih, otkrivanje leka ili gradnja istraživačkih stanica. Ove akcije se odigravaju putem kartica, ali u ovom špilu kartica se nalaze i Epidemic! kartice koje ubrzavaju širenje bolesti i pojačavaju njihove posledice. Putem drugog špila karate se kontroliše "normalno" širenje infekcija.
Svaki igrač ima jedinstvenu ulogu u timu, ali se prednosti svakog od likova ispoljavaju tek kroz saradnju i zajedničku strategiju u cilju spašavanja sveta od izumiranja.

## Spoljašnje veze
- Zvanični sajt Архивирано на веб-сајту  (21. април 2021)